# Нейролингвистический метод преподавания иностранного языка
Нейролингвистический метод — педагогический подход, используемый в преподавании/изучении второго или иностранного языка, базирующийся на умении общаться, как в устной, так и в письменной форме. Первоначально он был разработан для преподавания французского языка, но в настоящее время существует множество программ преподавания иностранных языков, основанных на этом методе. Он также известен в Канаде как «Интенсивный французский» (français intensif).

## История
Нейролингвистический метод был придуман в Канаде Клодом Жерменом (Claude Germain) (Университет Квебека в Монреале) и Джоан Неттен (Joan Netten) (Мемориальный Университет Ньюфаундленда) в контексте растущей роли нейролингвистики в образовании. Он основан главным образом на исследовании Мишеля Паради (Michel Paradis) (1994[i], 2004[ii], 2009[iii]) (Университет Макгилла и Центр когнитивной науки, при Университет Квебека в Монреале (UQAM), Ника Эллиса (Nick Ellis) (Центр комплексных систем при Мичиганскиом университете) и Нормана Сегаловиц (Norman Segalowitz) 2010[iv]) (Центр TESOL, при университете Конкордии в Монреале), а также связан с концепцией социального взаимодействия Выготского (1997[v]).
[i] Paradis, M. " Neurolinguistic aspects of implicit and explicit memory: implications for bilingualism ", dans N. Ellis (dir.), Implicit and Explicit Learning of Second Languages. London, Academic Press, 1994, p. 393—419.
[ii] Paradis, M. A Neurolinguistic Theory of Bilingualism, Amsterdam/Philadelphie, John Benjamins, 2004.
[iii] Paradis, M. Declarative and Procedural Determinants of Second Languages, Amsterdam/Philadelphie, John Benjamins, 2009.
[iv] Segalowitz, N. Cognitive bases of second language fluency, New York, Oxon, UK, Routledge & Abingdon, 2010.
[v] Vygotsky, L.S. Pensée et langage, Éditions La Dispute, 1997.

Миссия НЛМ — научить студентов пользоваться двумя составляющими эффективной коммуникации: имплицитной языковой компетенцией — способность спонтанно использовать второй или иностранный язык в устной форме и эксплицитным знанием — понимание того, как работает язык, знание правил грамматики и владение лексикой. Этот аспект основан на исследованиях Паради (1994, 2004) и Ника Эллиса (2011[i]). Исследования Паради проводят четкую грань между эксплицитным знанием, то есть осознанным владением вторым или иностранным языком, которое приобретается посредством изучения правил и имплицитной языковой компетенцией, которая может быть приобретена только бессознательным способом, через использования языка в аутентичных ситуациях общения
[i] Ellis, N. Language acquisition just Zipf’s right along. Conférence, Université du Québec à Montréal, janvier 2011.
В НЛМ имплицитная языковая компетентность называется внутренней грамматикой; она представляет собой сеть нейронных соединений, образованных в мозге, посредством частого использования и одних тех же маршрутов или шаблонов; таким образом это не правила, а часто используемые языковые структуры (Paradis, 2004, Ellis, 2011). Эксплицитные знания называются в НЛМ внешней грамматикой. Это объясняется тем, что исследование Паради показывает, что эксплицитное знание (внешняя грамматика) связана с декларативной памятью, тогда как имплицитная компетентность (внутренняя грамматика), которая является навыком, поддерживается процедурной памятью (Germain и Netten), 2013a[i]). Согласно исследованиям Паради, между этими двумя компонентами нет прямой связи. В то время, как внешняя грамматика преподаётся в классах относительно эффективно, о внутренней грамматике этого сказать нельзя. Именно поэтому традиционные программы преподавания второго или иностранного языка, основанные на наиболее распространенных методах и подходах, не могут добиться от большинства студентов приобретения навыков спонтанной коммуникации. Это касается даже программ, которые используют коммуникативный подход, так как, несмотря на теоретические утверждения авторов, они начинают обучение с эксплицитных знаний (правила грамматики или знания, основанные, в большинстве случаев, на письменной речи), прежде чем перейти к имплицитной компетенции, характерной для устной речи (Germain and Netten, 2005[ii], 2013b[iii], Germain, 2017[iv]).
[i] Germain, C. et Netten, J. " Pour une nouvelle approche de l’enseignement de la grammaire en classe de langue : grammaire et approche neurolinguistique ", Revue japonaise de didactique du français, vol. 8, no 1, 2013a, p. 172—187.[1] [archive]
[ii] Germain, C. et Netten, J. " Place et rôle de l’oral dans l’enseignement / apprentissage d’une L2, ", Babylonia, no 2, 2005, p. 7-10. [2] [archive]
[iii] Germain, C. et Netten, J. " Grammaire de l’oral et grammaire de l’écrit dans l’approche neurolinguistique (ANL) ", Synergies Mexique¸no 3, 2013b, p. 15-29. [3] [archive]
[iv] Germain, C. L’approche neurolinguistique (ANL) — Foire aux questions, Longueuil : Myosotis Press, 2017.

## Основополагающие принципы НЛМ
НЛМ основывается на пяти основополагающих принципах, разработанных Жерменом и Неттен (2011[i], 2012a[ii], Netten and Germain, 2012[iii]), для создания в классе необходимых условий для того, чтобы студенты сначала развивали устное спонтанное общение на изучаемом языке, и только потом использовали эксплицитное знание языка для чтения и письма (Germain and Netten, 2013b, Germain, 2017).
[i] Germain, C. et Netten, J. " Impact de la conception de l’acquisition d’une langue seconde ou étrangère sur la conception de la langue et de son enseignement ", Synergies Chine, no 6, 2011, p. 25-36. [4] [archive].
[ii] Germain, C. et Netten, J. " Une pédagogie de la littératie spécifique à la L2 ", Réflexions, vol. 31, no 1, 2012a, p. 17-18. [5] [archive
[iii] Netten, J. et Germain, C. Approche neurolinguistique — Guide pédagogique — Français intensif, 2e édition, remaniée, 2011

### Формирование внутренней грамматики (имплицитная компетенция)
Для того, чтобы создать в классе атмосферу, в которой ограниченное количество лингвистических структур многократно используется для создания шаблонов или нейронных связей в процедурной памяти ученика, каждая учебная единица («урок») вводит три или четыре коммуникативных функции, которые связаны как между собой, так и с темой «урока». Каждая функция представлена и используется индивидуально в разных ситуациях, что позволяет проводить короткие беседы между учащимися. В конце блока функции объединяются для более сложных обсуждений по этому вопросу. Таким образом устная речь изучается в разговорном контексте. Важность контекста для эффективного перенесения навыка в другие ситуации была подтверждена недавними исследованиями Сегаловица в области когнитивной нейронауки, в частности его концепции TPA (Transfer appropriate processing) (Segalowitz, 2010).
Transfer-appropriate processing]

### Нацеленность на грамотность в преподавании второго или иностранного языка
Грамотность обычно понимается как способность использовать язык для интерпретации и понимания окружающей среды. Нацеленность на грамотность позволяет учителю рассматривать изучение языка как развитие навыков, а не знаний. Кроме того, это означает, что первоочередное внимание следует уделять развитию устной речи, что подтверждается недавними исследованиями в области нейродидактики (Huc and Smith, 2008[i]), в которых содержится призыв к развитию вербальной коммуникации до обучения чтению и письму. Тексты, используемые при чтении в классе, как и сюжеты для письменных работ, основаны на одной и той же теме и предполагают использование тех структур, которые были сначала проработаны в устной форме. Чтение и письмо преподаются непосредственно на изучаемом языке, без использования перевода. Используемые стратегии схожи с теми, которые используются для развития грамотности при обучении студентов родному языку, но их необходимо модифицировать. Например, больший акцент может быть сделан на устной подготовке перед чтением и письмом, это имеет большое значение при развитии грамотности на втором или иностранном языке, учитывая, что внутренняя грамматика учащихся ограничена, по сравнению с теми, кто учится читать и писать на родном языке (Germain et Netten, 2005, 2012[ii], 2013b, Germain, 2017). Подход, основанный на грамотности, также позволяет использовать внешнюю грамматику после того, как студенты с помощью преподавателя выделили грамматические структуры в тексте и их использовали их на письме.
[i] Huc, P. et Vincent Smith, B. «Naissance de la neurodidactique», Le Français dans le Monde, 357, 2008, p. 30-31.
[ii] Germain, C. et Netten, J. «Une pédagogie de la littératie spécifique à la L2», Réflexions, vol. 31, no 1, 2012, p. 17-18. [6] [archive].

### Использование проектно-ориентированного подхода
Чтобы ученики могли развить внутреннюю грамматику, основное внимание должно быть уделено смыслу конкретного сообщения, а не языку в целом, поскольку внутренняя грамматика может развиться только бессознательно, то есть, без целенаправленного внимания к особенностям языка (Paradis, 1994, 2004, 2009). Чтобы облегчить создание значимых ситуаций и интересных, познавательно сложных задач для студентов, содержание учебных единиц («уроков») организовано последовательно, от нескольких мини-проектов до окончательного проекта. Таким образом, предлагаемые задачи не являются изолированными и требуют активного участия студентов, которые используют различные механизмы работы мозга, необходимые для успешного изучения языка (Paradis, 2004). Такая организация учебного процесса также позволяет многократно использовать языковые структуры каждой учебной единицы; благодаря этому преподаватель помогает студенту учиться, постепенно увеличивая сложность как задач, так и языковых структур.

### Использование аутентичных коммуникативных ситуаций
Способность общаться спонтанно развивается только с помощью аутентичной коммуникации. Её невозможно развить, выполняя упражнения, под контролем преподавателя, или заучивая диалоги (R. Ellis, 1997), потому что в таком случае знания сосредоточены, прежде всего, на лингвистических формах и хранятся в декларативной памяти. Такой вид деятельности не позволяет учащемуся использовать одни и те же структуры достаточно часто для разработки шаблонов, необходимых для создания имплицитной компетентности или внутренней грамматики. Более того, только аутентичное общение подразумевает использование различных механизмов работы мозга, необходимых для усвоения языка, например, механизмов, связанных с мотивацией (Paradis, 2004). В НЛМ любое общение в классе аутентично: учитель задает только реалистичные вопросы, и ответы студентов всегда связаны с личным опытом. Общение всегда происходит на изучаемом языке. (Segalowitz, 2010).

### Использование интерактивных стратегий обучения
Взаимодействие между учащимися на изучаемом языке является важным компонентом в развитии внутренней грамматики и способности общаться спонтанно. Для облегчения взаимодействия, в НЛМ используются пять этапов обучения устной речи, а также поощряется общение в парах и небольших группах. Хотя студенты лингвистически подготовлены к использованию структур, которые им необходимы для выполнения требуемых задач, общение все равно аутентично, так как учащиеся выражают свои мысли. Существуют ещё три специальные стратегии обучения, рекомендованные при использовании НЛМ: беглость, точность и стимуляция слушания. При изучении новых языковых структур, студенты должны отвечать, используя полные предложения: это облегчает построение их внутренней грамматики и постепенно формирует непринужденность в использовании изучаемого языка. Для создания внутренней грамматики точность достигается путем последовательной и мгновенной устной коррекции ошибок, и повторном использовании учеником правильной структуры устно (Lyster, 1998[i]). При формировании внутренней грамматики устная коррекция ошибок заменяет преподавание грамматических правил. А стимуляция слушания заменяет обычные устные упражнения: речь идет о поощрении учащихся постоянно слушать то, что говорит учитель и другие ученики (Germain, 2017, с.89). Для обучения чтению и письму в НЛМ используются восемь стратегий.
[i] Lyster, R. «Recasts, repetition and ambiguity in L2 classroom discourse», Studies in Second Language Acquisition, no 20, 1998.
В настоящее время (2018 год) существует несколько реализаций НЛМ, в частности программа интенсивного французского языка (FI) в Канаде и программа обучения французскому языку в китайском университете. Программа «Интенсивный французский», ориентированная на учеников начиная с пятого-шестого классов (11-12 лет) и до окончания средней школы, была запущен в канадской провинции Ньюфаундленд и Лабрадор в 1998 году. С тех пор она распространилась почти во всех провинциях и территориях Канады (в провинции Квебек, где большинство жителей франкофоны, существует программа «Интенсивный английский», которая похожа на «Интенсивный французский», но не основана на принципах НЛМ). С момента создания программы «Интенсивный французский» более 70 000 студентов прошли этот курс. В Китае эта программа была запущена в Южно-Китайском педагогическом университете (Гуанчжоу) в 2010 году; она нацелена на молодежь (средний возраст 19 лет). Эта программа вызвала большой интерес со стороны других китайских учреждений (например, одной из средних школ, где она работает с 2014 года), а также в Японии (Gal Bailly, 2011, Ricordel, 2012), Тайване, Иране, Бельгии, Франции, Бразилии, Мексике и Колумбии (Germain, 2017).
Эти программы были разработаны под руководством создателей НЛМ. В настоящее время в Канаде разрабатываются новые программы на базе НЛМ, с целью преподавания языков коренных народностей в Юконе и Северо-Западных территориях, а также в Саскачеване, острове Принца Эдуарда, районе залива Джеймс в Квебеке для преподавания английского, французского языка кри, а также преподавания могаукского, французского и английского языков народности могаук, проживающей в южной части Онтарио и Квебека и на севере штата Нью-Йорк. Программы на испанском и китайском языках также реализуются в городе Калгари. Любой учебный ресурс, который соответствует принципам НЛМ, может быть адаптирован для обучения навыкам общения на иностранном (или втором) языке, как показал недавний опыт изучения испанского языка среди франкоязычных жителей Квебека (например, в Университете Квебека в Монреале) и в Японии.